# Henri Garnir

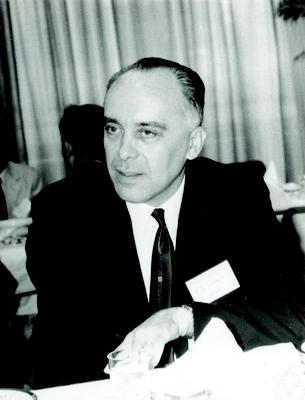
Henri Garnir

Henri Georges Garnir (* 13. September 1921 in Jemeppe-sur-Meuse; † 18. November 1985 in Angleur) war ein belgischer Mathematiker.

## Leben und Wirken
Garnir besuchte das Königliche Athenäum in Seraing und begann 1939 ein Studium an der Universität Lüttich, das er während der deutschen Besetzung im Zweiten Weltkrieg fortsetzen konnte. 1943 machte er einen Bachelor-Abschluss in Physik und 1944 in Mathematik. Nach Kriegsende war er Assistent an der Universität Lüttich und wurde dort 1946 bei Florent Bureau mit der Schrift Sur les matrices hermitiennes apparaissant dans la théorie du méson (Über die hermiteschen Matrizen, die in der Mesonentheorie vorkommen) promoviert. Nur unterbrochen durch einige Aufenthalte im Ausland wirkte er ausschließlich in Lüttich. Er veröffentlichte bis 1951 Arbeiten zur Teilchenphysik und theoretischen Chemie, wobei er hier gruppentheoretische Methoden zur Analyse von Molekülschwingungen entwickelte.
Nach einem mehrmonatigen Aufenthalt im Jahr 1950 an der Universität Nancy, bei dem er wissenschaftliche Kontakte zu Jean Delsarte, Jean Dieudonné und Laurent Schwartz hatte, veröffentlichte er zwei Aufsätze über Gruppentheorie, aufgrund derer ihm der akademische Grad Agrégé de l'Enseignement Supérieur (entspricht der Habilitation) verliehen wurde. In den 1950er Jahren beschäftigte er sich speziell unter dem Einfluss von Laurent Schwartz mit verschiedenen Problemen der Funktionalanalysis, wie mit Anwendungen der Theorie der Distributionen und der Theorie lokalkonvexer Räume. Ein weiteres seiner Arbeitsgebiete waren Randwertprobleme partieller Differentialgleichungen und deren Lösungen mittels Greenscher Funktionen.
1960 wurde er nach der Emeritierung von Lucien Godeaux Professor an der Universität Lüttich, eine Stellung, die er bis zu seinem Tod im Jahr 1985 hatte. Im Dezember 1976 wurde er zum korrespondierenden Mitglied der Académie royale des Sciences, des Lettres et des Beaux-Arts de Belgique gewählt.
Von 1961 bis 1963 war er Präsident der Belgischen Mathematischen Gesellschaft.